# Иссиды
Иссиды (лат. Issidae) — семейство равнокрылых насекомых. Около 1000 видов. В ископаемом состоянии известно с палеоцена.

## Описание
Средней величины (1,9 — 12,5 мм), компактные цикадовые с короткой и широкой головой. Ноги короткие и крепкие. Надкрылья короткие. На голове выделяют область «метопе» (metope, лоб) и темя (coryphe, без сенсорных ямок). Развиваются на кустарниках и травах. Для СССР указывалось до 20 родов и около 80 вида. В России — 21 вид, в Западной Палеарктике 51 род с 404 видами.

## Классификация
Около 1000 видов и 158 родов. Систематика Issidae остается неопределенной. В частности, Tonginae и Trienopinae включаются в Acanaloniidae (Емельянов, 1999) или Tropiduchidae (Гнездилов, 2007), в то время как Caliscelinae возводят в ранг самостоятельного семейства (Емельянов, 1999).
- Caliscelinae
- Hemisphaeriinae Melichar, 1906
- Issinae
- Ommatidiotinae
- Tonginae
- Trienopinae Fennah, 1954

## Список родов
- Acanalonia — Acrisius — Acrometopum — Adenissus — Afronaso — Agalmatium — Agenia — Ahomocnemiella — Alleloplasis — Alloscelis— Amnisa — Amphiscepa — Anatolodus — Anatonga — Aphelonema — Apsadaropteryx — Ardelia — Asarcopus — Balisticha — Bardunia — Bergevinium — Bergrothora — Bilbilicallia — Bilbilis — Bootheca — Bowesdorpia — Brachyproposa — Brahmaloka — Bruchomorpha — Bruchoscelis — Bubastia — Buca — Caepovultus — Caliscelis — Capelopterum — Cavatorium — Celyphoma — Cheiloceps — Chimetopon — Chlamydopteryx — Chondroptera — Cicimora — Clipeopsilis — Clibeccus — Coinquenda — Colpoptera — Concepcionella — Conocaliscelis — Conosimus — Coruncanius — Corymbius — Cotylana — Dalmatrium — Danepteryx — Darwallia — Delhina — Delongana — Devagama — Dictyobia — Dictyonia — Dictyonissus — Dictyssa — Dictyssonia — Dindinga — Distiana — Distichoptera — Dracela — Duriopsis — Duroides — Dyctidea — Epitonga — Eupilis — Euroxenus — Eusarima — Euthiscia — Falcidiopsis — Falcidius — Fieberium — Fitchiella — Flavina — Forculus — Forculusoides — Fortunia — Fritzruehlia — Gabaloeca — Galapagosana — Gamergomorphus — Gamergus — Gelastissus — Gergithoides — Gergithus — Gilda — Givaka — Glyphotonga — Griphissus — Gwurra — Hemiphile — Hemisobium — Hemisphaerius — Hemisphaeroides — Hemitonga — Heremon — Hesperophara — Homaloplasis — Homocnemia — Hysterodus — Hysteropterissus — Hysteropterum — Hysterosphaerius — Iberanum — Ikonza — Ingoma — Isobium — Issarius — Issopulex — Issus — Itatiayana — Jagannata — Johannesburgia — Katonella — Kervillea — Kiomonia — Latissus — Libanissum — Lindbergatium — Lipocallia — Lusanda — Mangola — Mincopius — Misodema — Mongoliana — Mushya — Mycterodus — Myrmissus — Nacmusius — Narayana — Neaethus — Neocolpoptera — Neolollius — Neotylana — Nikomiklukha — Nilalohita — Nubithia — Ohausiella — Okissus — Ommatidiotus — Ordalonema — Orinda — Oronoqua — Orthophana — Osbornia — Papagona — Paragamergomorphus — Paralusanda — Paramangola — Paranaso — Paranipeus — Paratetrica — Paratonga — Paratylana — Paroxychara — Peripola — Perissana — Phaeopteryx — Pharsalus — Phasmena — Picumna — Plagiopsis — Plagiopsola — Plummerana — Populonia — Prosonoma — Proteinissus — Prothona — Pseudogergithus — Pseudohemisphaerius — Pseudotylana — Pterilia — Pterygoma — Quadrastylum — Radha — Redarator — Rhinogaster — Rileyopsis — Samantiga — Sarima — Sarimodes — Sarnus — Savanopulex — Scalabis — Scantinius — Scorlupella — Semiperipola — Semissus — Sfaxia — Sivaloka — Sudasina — Sundorrhinus — Syrgis — Tatva — Tempsa — Tetrica — Tetricodes — Thabena — Thabenoides — Theryana — Thionia — Thioniamorpha — Thioniella — Thionissa — Tingissus — Togoda — Traxanellus — Traxus — Trienopa — Tshurtshurnella — Tubilustrium — Tylana — Tylanira — Ugandana — Ugoa — Ulixes — Ulixoides — Vindilis — Vishnuloka